# Арутюнян, Вагаршак Амбарцумович
Вагаршак Амбарцумович Арутюнян — советский политический деятель, депутат Верховного Совета СССР 1-го созыва (1938—1946).

## Биография
Родился в 1907 году в селе Мохратаг.
Участник Великой Отечественной войны.
Умер после 1985 года

### Политическая деятельность
Был избран депутатом Верховного Совета СССР 1-го созыва от Нагорно-Карабахской автономной области в Совет Национальностей в результате выборов 12 декабря 1937 года.